# Arroyomolinos de León
Arroyomolinos de León er en by og kommune i det sydvestlige Spanien i provinsen Huelva. Den har et indbyggertal på 925 (2024) indbyggere.